# Verschweizerung
Verschweizerung bezeichnet – teils scherzhaft – eine Annäherung an die Verhältnisse in der Schweiz.
Primär in politisch-staatsrechtlichen Belangen wird von einer Verschweizerung gesprochen. Namentlich geht es um das Neben- und Miteinander verschiedener Sprachgruppen. Des Weiteren spricht der Begriff etwa auch die kleinräumige Organisation von Gemeinwesen an.
In historischer Sicht ist auch von einer Verschweizerung von staatlichen Gebilden die Rede, welche später tatsächlich zur Eidgenossenschaft gestossen sind.
Daneben taucht der Begriff in zahlreichen weiteren Bereichen des öffentlichen oder privaten Lebens wieder auf.
Im Gegensatz zu manchen anderen Begriffen, welche eine Transkulturation beschreiben und teils pejorativ verwendet werden, ist mit Verschweizerung meist eine aus Sicht des Auslands positiv bewertete Entwicklung gemeint.

## Zitate
- «Ein Volk ist verschweizert, wenn ihm sein natürliches Sondergefühl für das Wohl und Wehe seines Volkstums verloren gegangen und dadurch sein natürlicher innerer Widerstand, sein natürliches unbewußtes Abwehrbestreben gegen fremde schädliche Einflüsse erloschen ist. […] Die Verschweizerung zeigt sich daher auch in Fragen, in denen man dem Judentum einen unmittelbaren Einfluß nicht zuschreiben kann, wenn es auch dort das ihm Nützliche nach Kräften begünstigt, wie z. B. in der völkischen Führerfrage.»[1]
- «Die Welt wird entweder untergehen oder verschweizern.» (Friedrich Dürrenmatt)[2]
- «Eine Verschweizerung täte Europa nur gut.» (Michael Schindhelm, Die Welt, 6. März 2001)
- «Skepsis kann gerade im Politischen ihr Element finden, nämlich insofern es in der Politik immer ums Vorläufige und jetzt Gebotene, nicht um die Letzten Dinge zu tun ist. Weder in der Skepsis noch in der Politik – entgegen den Verlautbarungen zahlreicher Politiker – geht es um definitive Wahrheiten, sondern um das Vorläufige, das Mögliche. Derlei Skepsis hätte eine Neigung zu demokratischer Politik und pluralistischen Gesellschaftsformen. Denn sie lebt aus der Vermutung heraus, dass in Ermangelung von Wahrheiten niemand zu irgendwelchen Wahrheiten gezwungen werden darf. Keine Amerikanisierung, sondern die Verschweizerung der Welt wäre die praktische Konsequenz.» Andreas Urs Sommer: Die Kunst des Zweifelns. Anleitung zum skeptischen Denken. München: C. H. Beck Verlag, 2. Auflage, 2007, S. 79